# Wincenty od Krzyża Shiwozuka
 Wincenty od Krzyża Shiwozuka (Ludwik Shiwozuka) (ur. w Nagasaki w Japonii; zm. 29 września 1637 na wzgórzu Nishizaka w Nagasaki) – święty Kościoła katolickiego, japoński dominikanin, męczennik.

## Życiorys
Ludwik Shiwozuka urodził się w Nagasaki, data narodzin nie jest znana. Jego rodzice byli chrześcijanami. W wieku 9 lat rozpoczął naukę w szkole jezuitów w Nagasaki, gdzie przygotowywał się do pracy katechisty, którą to pracę następnie wykonywał.
Siogun Ieyasu Tokugawa 27 stycznia 1614 r. wydał rozkaz nakazujący wszystkim misjonarzom opuszczenie Japonii w ciągu roku. Okazało się, że wygnanie dotyczy również Ludwika Shiwozuka, jako osoby uczestniczącej w nauczaniu religii katolickiej. W związku z tym trafił do Manili. Tam też postanowił zostać księdzem. Po ukończeniu studiów, święcenia kapłańskie otrzymał w 1619 r. Chciał powrócić do Japonii, jednak na przeszkodzie stanęła mu poważna choroba. Został wówczas tercjarzem franciszkańskim, zaczął uczyć języka japońskiego misjonarzy mających wyruszyć do Japonii oraz sprawował posługę kapłańską wśród Japończyków mieszkających w Manili. W 1636 r. pojawiła się kolejna okazja na wyjazd do ojczyzny. Przed opuszczeniem Filipin poprosił o przyjęcie do zakonu dominikanów.
Następnie wyruszył w podróż z dominikanami: Antonim Gonzalezem, Wilhelmem Courtet, Michałem de Aozaraza oraz dwoma świeckimi: Wawrzyńcem Ruiz oraz Łazarzem z Kioto na misje do Japonii. W tym czasie w Japonii trwały prześladowani chrześcijan. Na Okinawę przybyli oni w końcu czerwca 1636 r. Środki ostrożności, jakie podjęli przybysze okazały się niewystarczające i krótko po dotarciu do Japonii zostali on schwytani. Przez ponad rok byli uwięzieni na Okinawie. W dniu 13 września 1637 jego, Wilhelma Courtet i Michała de Aozaraza w klatkach zabrano do Nagasaki. Obiecując dużą sumę pieniędzy próbowano namówić go do wyrzeczenia się wiary. Gdy to nie dało rezultatu, ten sam cel usiłowano osiągnąć przy użyciu tortur. Pod ich wpływem powiedział, że wyrzeka się wiary, oprawcy jednak tego nie usłyszeli i kontynuowali męki. Po powrocie do celi zaczął żałować chwili słabości. Więcej już nie wyrzekł się wiary i w związku z tym został skazany na śmierć. Dnia 27 września 1637 r. został zabrany razem z innymi chrześcijanami na wzgórze Nishizaka w Nagasaki, gdzie zastosowano wobec niego tsurushi. Ponieważ przez długi czas pozostawał przy życiu, oprawcy zaczęli bić go po głowie, aż zmarł 29 września 1637 r.
Został beatyfikowany przez Jana Pawła II 18 lutego 1981 r. w Manila na Filipinach w grupie Wawrzyńca Ruiza i towarzyszy. Tę samą grupę męczenników kanonizował Jan Paweł II 18 października 1987 r.